# Молочарка (Донецкий район)
Молочарка — село в Макеевском городском совете Донецкой области. Находится под контролем самопровозглашённой Донецкой Народной Республики.

## География

#### Соседние населённые пункты по сторонам света[3]
СЗ, З, ЮЗ: город Макеевка
С: город Харцызск
СЗ: Свердлово, Колосниково
СВ: Медвежье
З: Угольщик, Пролетарское
В: Золотарёвка
ЮЗ: Шевченко, Межевое, Холмистое
ЮВ: Садовое, Новониколаевка
Ю: Гусельское, Вербовка

## Население
Население по переписи 2001 года составляло 45 человек.

## Адрес местного совета
86192, Донецкая область, Макеевский городской совет, пгт. Пролетарское, ул.Центральная, 4, тел. 6-14-46. Телефонный код — 6232.